# Сычёвка (Луганская область)
Сычёвка (укр. Сичівка) — село в Марковском районе Луганской области Украины. Входит в Кризский сельский совет.
Население по переписи 2001 года составляло 321 человек. Почтовый индекс — 92425. Телефонный код — 6464. Занимает площадь 3,03 км². Код КОАТУУ — 4422585502.

## Местный совет
92424, Луганська обл., Марківський р-н, с. Кризьке, вул. Радянська, 18а  (укр.)